# Teno
Teno é uma comuna da província de Curicó, localizada na Região de Maule, Chile. Possui uma área de 618,4 km² e uma população de 25.596 habitantes (2002).